# 訃報 2017年11月
訃報 2017年11月（ふほう 2017ねん11がつ）では、2017年11月に物故した、又は物故が報じられた人物についてまとめる。

## (1日 - 15日)

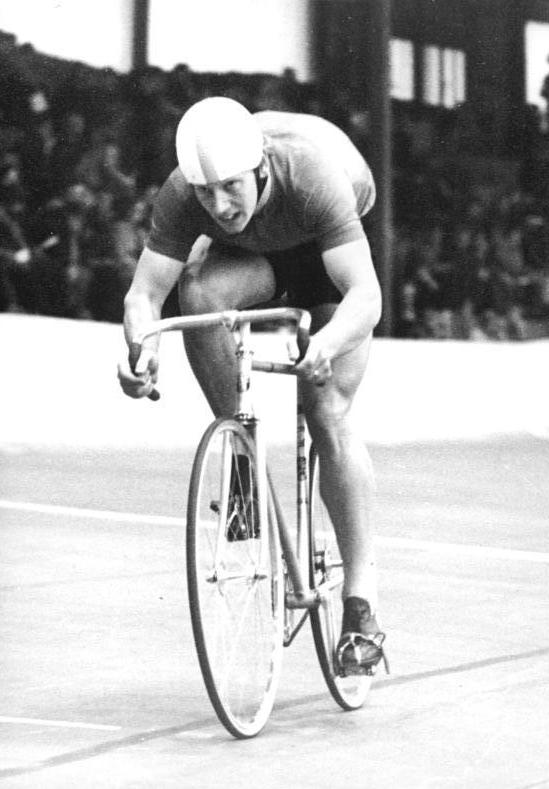
ロター・トムス／11月5日没

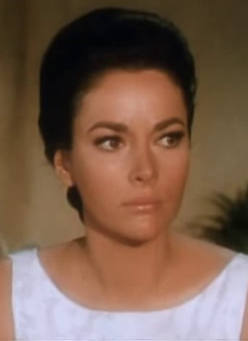
カリン・ドール／11月6日没

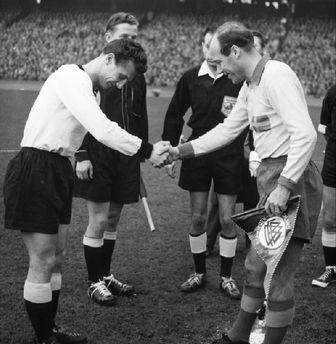
ハンス・シェーファー（左）／11月7日没

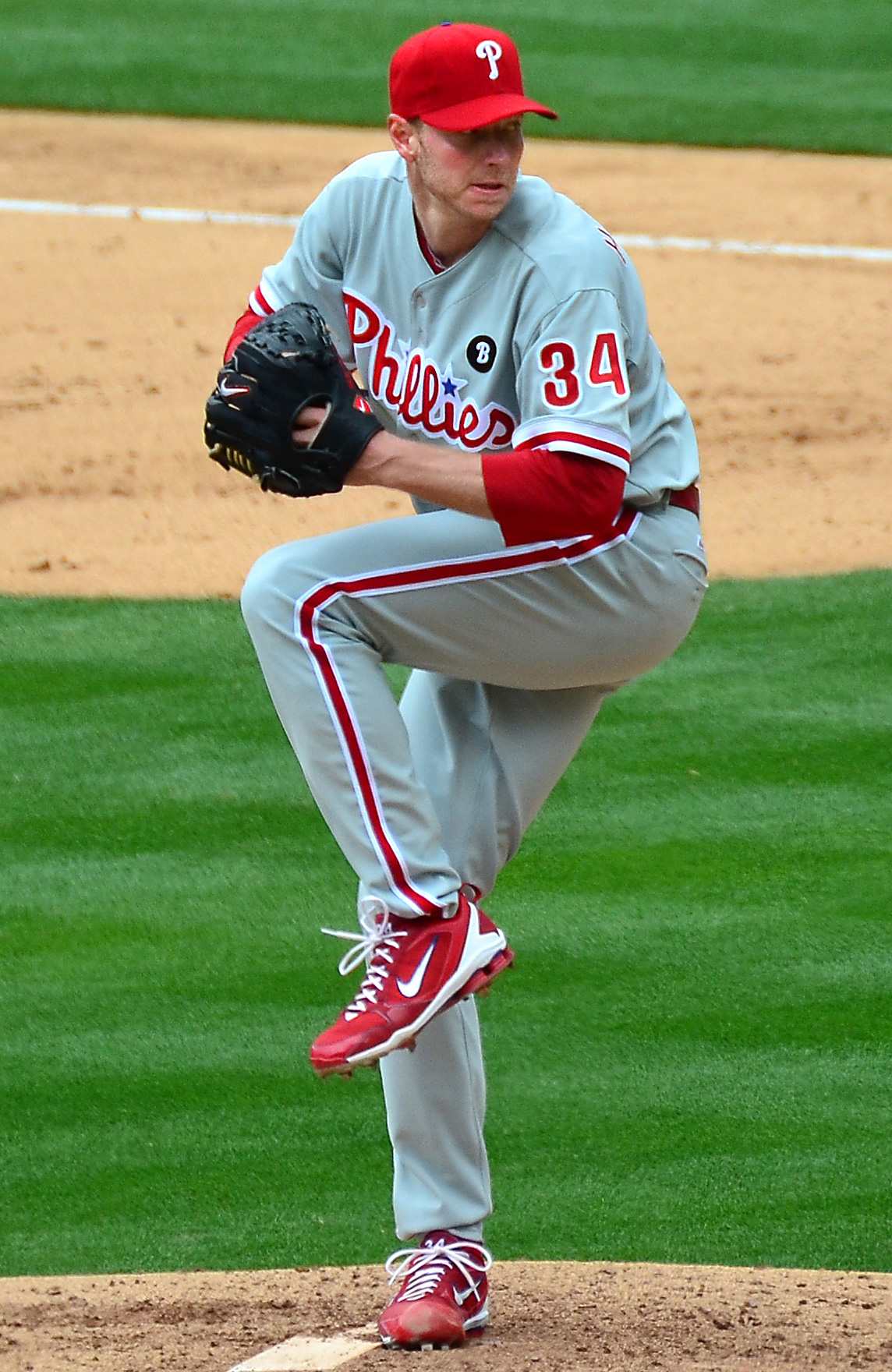
ロイ・ハラデイ／11月7日没

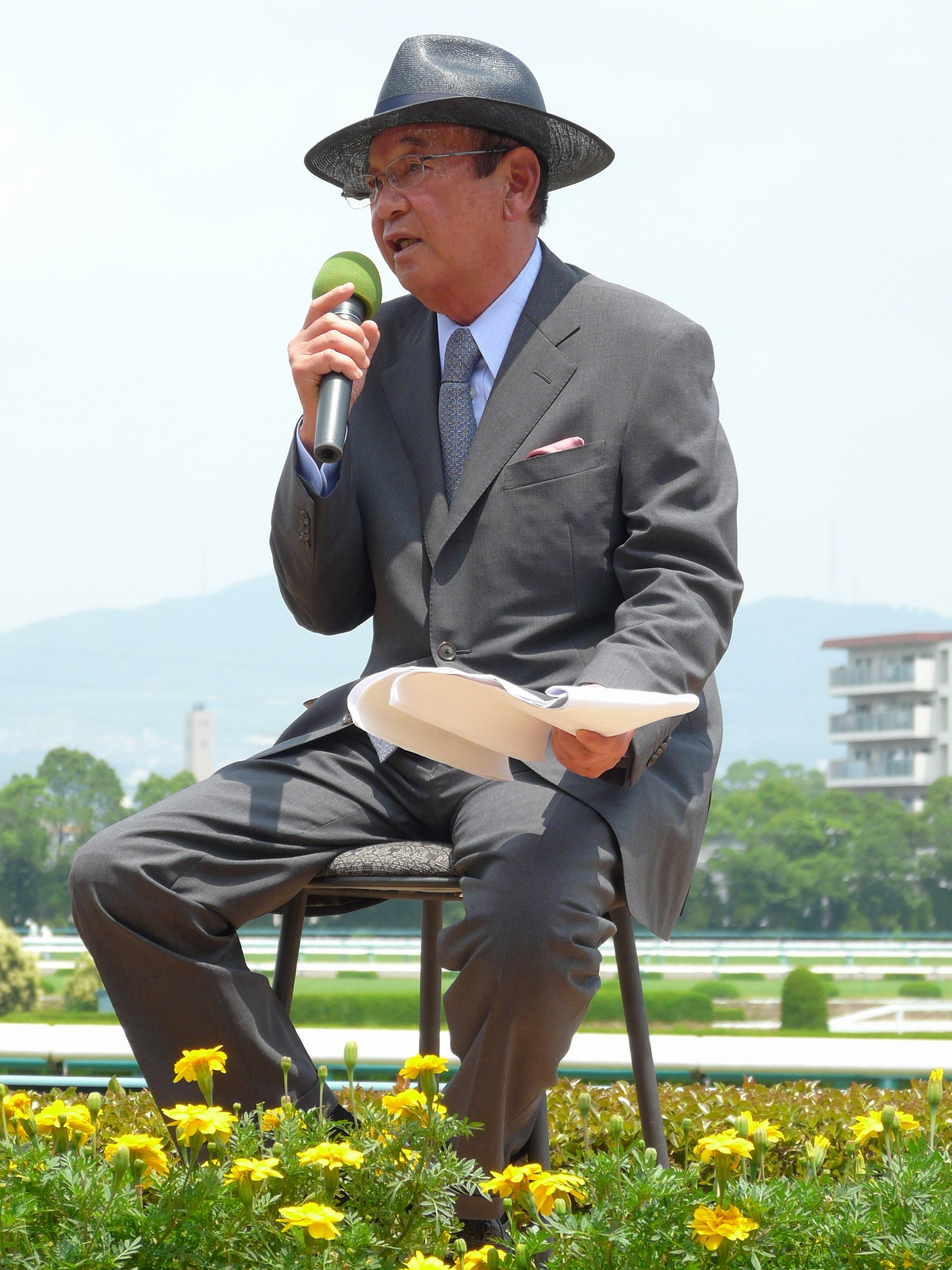
瀬戸口勉／11月9日没

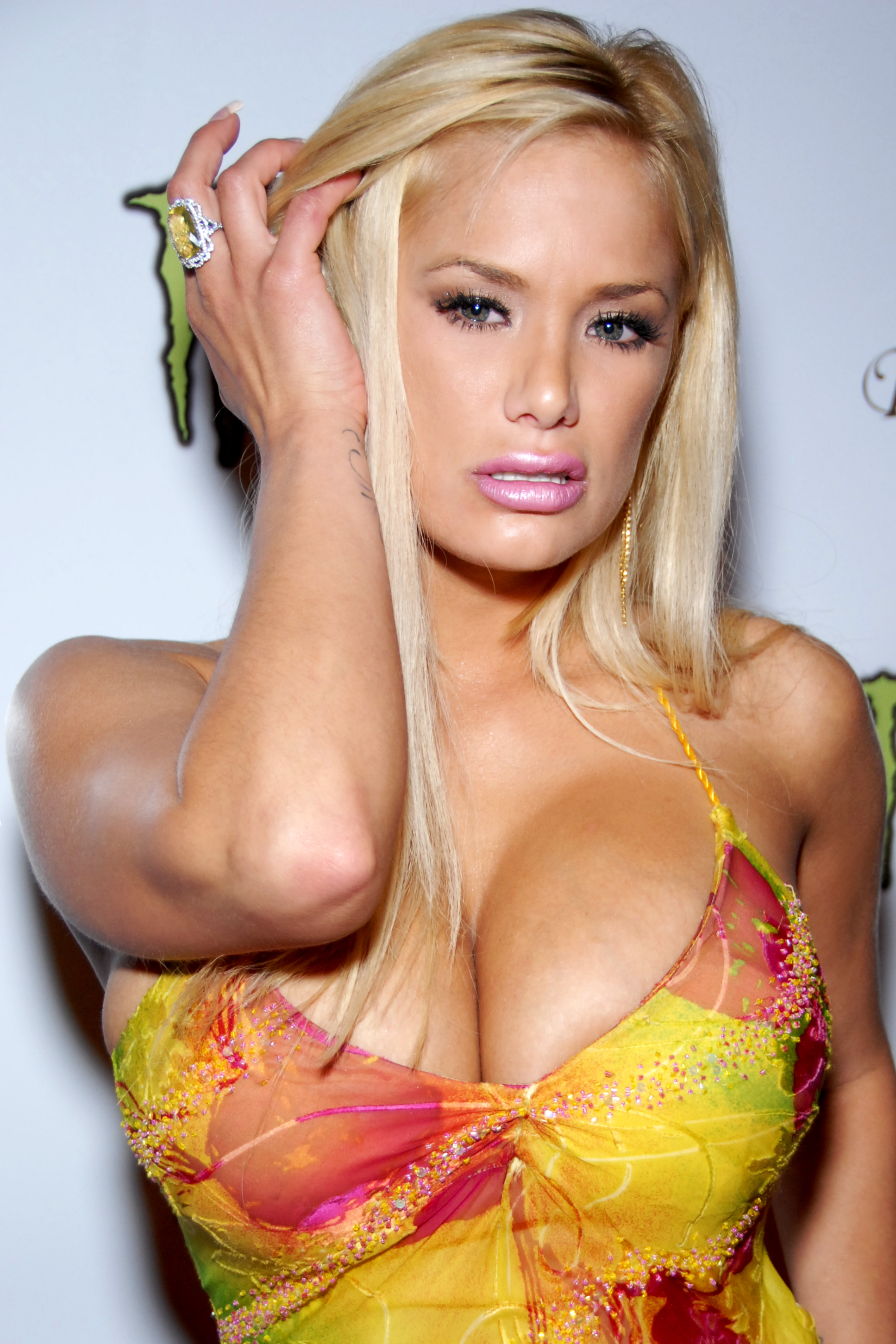
シャイラ・スタイルズ／11月10日没

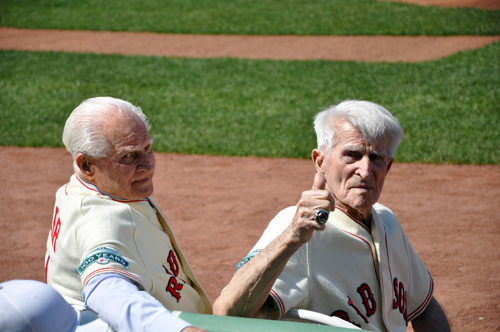
ボビー・ドーア（左）／11月13日没

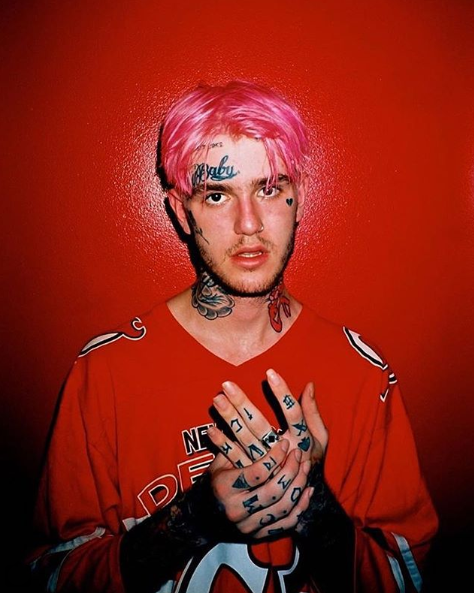
リル・ピープ／11月15日没

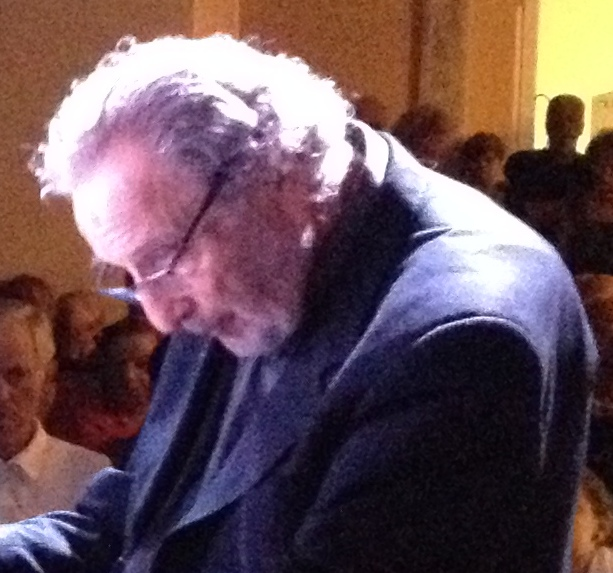
ルイス・バカロフ／11月15日没

- 11月1日 - ケイティ・リー（英語版）、アメリカ合衆国のフォーク歌手、環境運動家（* 1919年）[1]
- 11月2日 - 田中元治、日本の化学者、名古屋大学名誉教授（* 1926年）[2]
- 11月2日 - 青島利幸、日本の放送作家（* 1961年）[3]
- 11月3日 - 岩田正、日本の歌人（* 1924年）[4]
- 11月3日 - アブドゥル・ラフマン・ビスワス（英語版）、バングラデシュの政治家、元大統領（* 1926年）[5]
- 11月3日 - 横山喜代子、日本の書家、毎日書道展参与会員（* 1928年）[6]
- 11月3日 - 河野隆、日本の篆刻家、大東文化大学教授（* 1948年）[7]
- 11月3日 - 横山忠始、日本の政治家、香川県三豊市長（* 1948年）[8]
- 11月4日 - 森下真理、日本の児童文学作家（* 1930年）[9]
- 11月4日 - 鄭清文（中国語版）、台湾の作家（* 1932年）[10]
- 11月4日 - 大剛鉄之助、日本の元大相撲力士【二所ノ関部屋】、元プロレスラー、プロレスリング・エージェント（* 1942年）[11]
- 11月5日 - 小松藤男、日本の化学者、室蘭工業大学名誉教授（* 1924年?）[12]
- 11月5日 - 山田幸二、日本の農芸化学者、元郡山女子大学副学長（* 1933年）[13]
- 11月5日 - ドン荒川、日本のプロレスラー【新日本プロレス、SWS所属】（* 1946年）[14]
- 11月5日 - ロター・トムス 、ドイツ（旧東ドイツ）、グーベン出身の元自転車競技（トラックレース）選手（* 1956年）[15]
- 11月5日 - マンスール・ビン・ムクリン（英語版）、サウジアラビアムクリン・ビン・アブドゥルアズィーズ元皇太子王子（* 1974年）[16]
- 11月6日 - 江村稔、日本の会計学者、東京大学名誉教授（* 1923年）[17]
- 11月6日 - 渡辺醇造、日本の政治家、元岡山県成羽町長（* 1926年?）[18]
- 11月6日 - 川口実、日本の法学者、慶應義塾大学名誉教授（* 1928年）[19]
- 11月6日 - リチャード・ゴードン（英語版）、アメリカ合衆国の元宇宙飛行士（* 1929年）[20]
- 11月6日 - 中村鋭一、日本のアナウンサー、タレント、政治家、元参議院議員・衆議院議員【民主改革連合・新進党・自由党・保守党所属】、元朝日放送アナウンサー（* 1930年）[21]
- 11月6日 - カリン・ドール、ドイツの女優（* 1938年）[22]
- 11月6日 - アブドゥル・アズィーズ・ビン＝ファハド（英語版）、サウジアラビア第5代ファハド国王王子（* 1973年）[23]
- 11月7日 - 堤精二、日本の国文学者、お茶の水女子大学名誉教授（* 1927年）[24]
- 11月7日 - ハンス・シェーファー、ドイツ出身の元サッカー選手（* 1927年）[25]
- 11月7日 - 長安司、日本の政治家、元島根県津和野町長（* 1932年?）[26]
- 11月7日 - 岩田晋次、日本の歌人（* 1937年）[27]
- 11月7日 - ポール・バックマスター（英語版）、イギリスの作曲家（* 1946年）[28]
- 11月7日（遺体発見） - カール・サージェント（英語版）、ウェールズの政治家、同議会議員（* 1968年）[29]
- 11月7日 - ロイ・ハラデイ、アメリカ合衆国の元プロ野球選手（投手）【トロント・ブルージェイズ、フィラデルフィア・フィリーズ所属】、アメリカ野球殿堂（* 1977年）[30]
- 11月8日 - 笠原伸夫、日本の文芸評論家、日本大学名誉教授（* 1932年）[31]
- 11月8日 - 趙鼎権、大韓民国の詩人（* 1949年）[32]
- 11月8日 - パドルズ、ニュージーランド首相ジャシンダ・アーダーンの飼い猫、同国の「ファーストキャット」（* 2016年）[33]
- 11月9日 - 米田実、日本の弁護士、元日本弁護士連合会副会長、元大阪弁護士会会長（* 1925年）[34]
- 11月9日 - ジョン・ヒラーマン（英語版）、アメリカ合衆国の俳優（* 1932年）[35]
- 11月9日 - 桜井新、日本の政治家、元自由民主党衆議院議員・参議院議員、第30代環境庁長官（* 1933年）[36]
- 11月9日 - 瀬戸口勉、日本の騎手、調教師（* 1936年）[37]
- 11月9日 - 加屋野洋、日本の工学者、山口学芸大学学長、山口芸術短期大学学長（* 1937年）[38]
- 11月9日 - 上畑鉄之丞、日本の医学者、旧国立公衆衛生院名誉教授（* 1940年）[39]
- 11月9日 - 篠原敏雄、日本の法学者、国士舘大学教授（* 1948年）[40]
- 11月9日 - チャック・モズレー（英語版）、アメリカ合衆国のシンガーソングライター、元フェイス・ノー・モアヴォーカリスト（* 1959年）[41]
- 11月10日 - 宮下雄一郎、日本の政治家、元北海道倶知安町長（* 1925年）[42]
- 11月10日 - 森本佳樹、日本の社会福祉学者、立教大学名誉教授（* 1950年）[43]
- 11月10日 - シャイラ・スタイルズ、カナダのポルノ女優（* 1982年）[44]
- 11月11日 - キルティ・ニディ・ビシュタ、ネパールの政治家、元首相（* 1927年）[45]
- 11月11日 - チキト・デ・ラ・カルサーダ、スペインのコメディアン、俳優、歌手（* 1932年）[46]
- 11月12日 - 森堯茂、日本の彫刻家（* 1922年）[47]
- 11月12日 - 杉田静山、日本の竹工芸作家（* 1932年）[48]
- 11月13日 - ボビー・ドーア、アメリカ合衆国の元プロ野球選手（内野手）【ボストン・レッドソックス所属】、アメリカ野球殿堂（* 1918年）[49]
- 11月13日 - 森本隆治、日本の政治家、元三重県阿児町長（* 1927年?）[50]
- 11月13日 - ダビット・ポワソン（英語版）、フランスのアルペンスキー選手（* 1982年）[51]
- 11月14日 - 神川忠雄、日本の化学者、近畿大学名誉教授（* 1934年）[52]
- 11月14日 - 塩見孝也、日本の新左翼活動家、元赤軍派議長、最高指導者（* 1941年）[53]
- 11月15日 - 堀淳一、日本の物理学者、随筆家、北海道大学名誉教授（* 1926年）[54]
- 11月15日 - 日野西光忠、日本の実業家、元宮内庁宮務主管（* 1944年）[55]
- 11月15日 - リル・ピープ、アメリカ合衆国のラッパー（* 1996年）[56]
- 11月15日 - ルイス・バカロフ、アルゼンチン出身の作曲家（* 1933年）[57]

## (16日 - 30日)

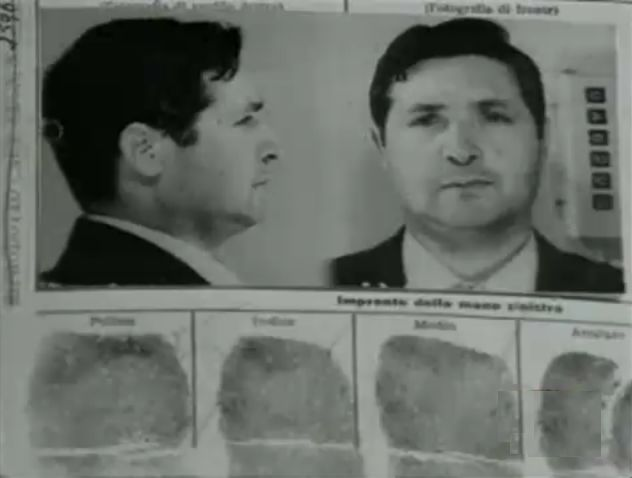
サルヴァトーレ・リイナ／11月17日没

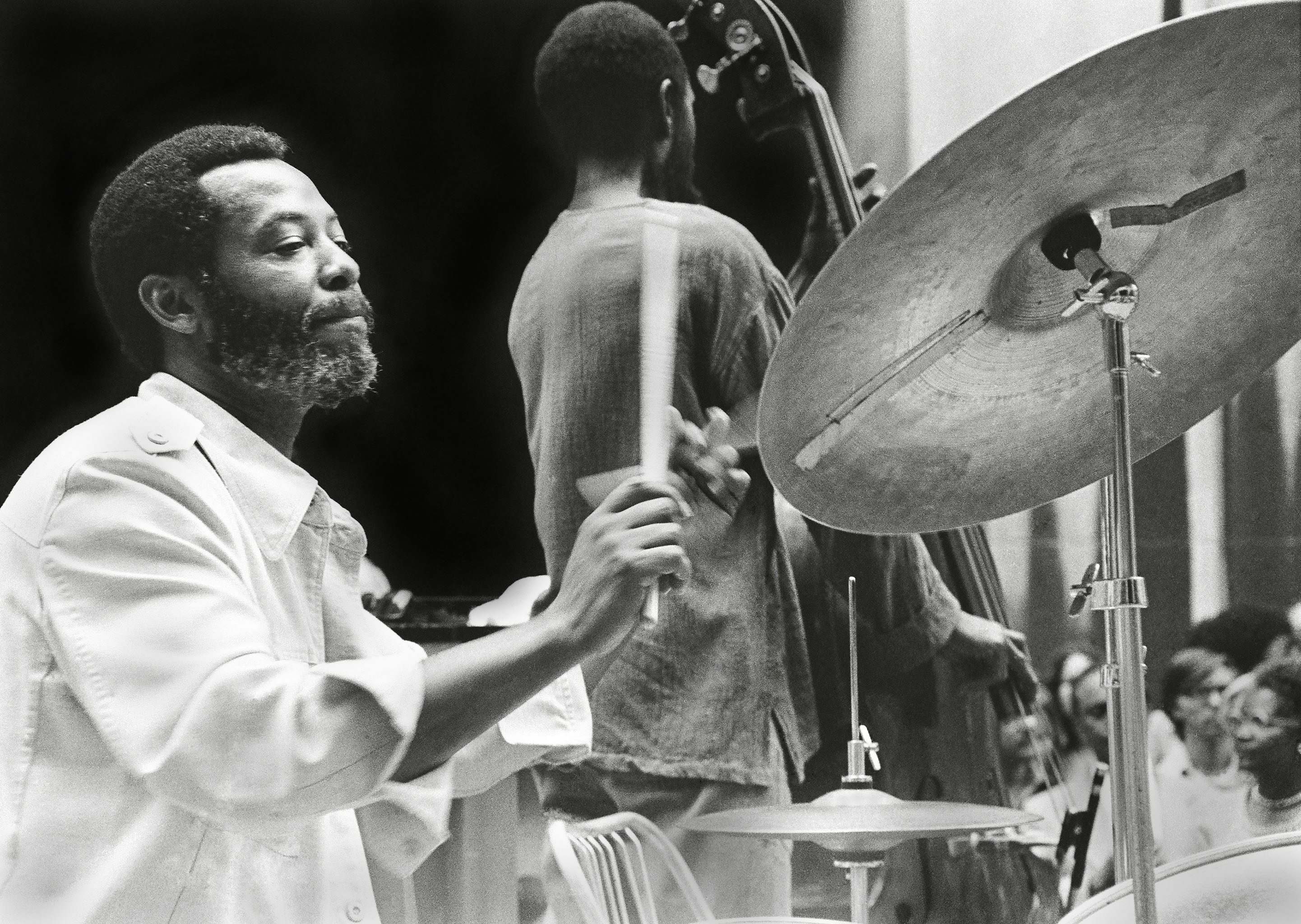
ベン・ライリー／11月18日没

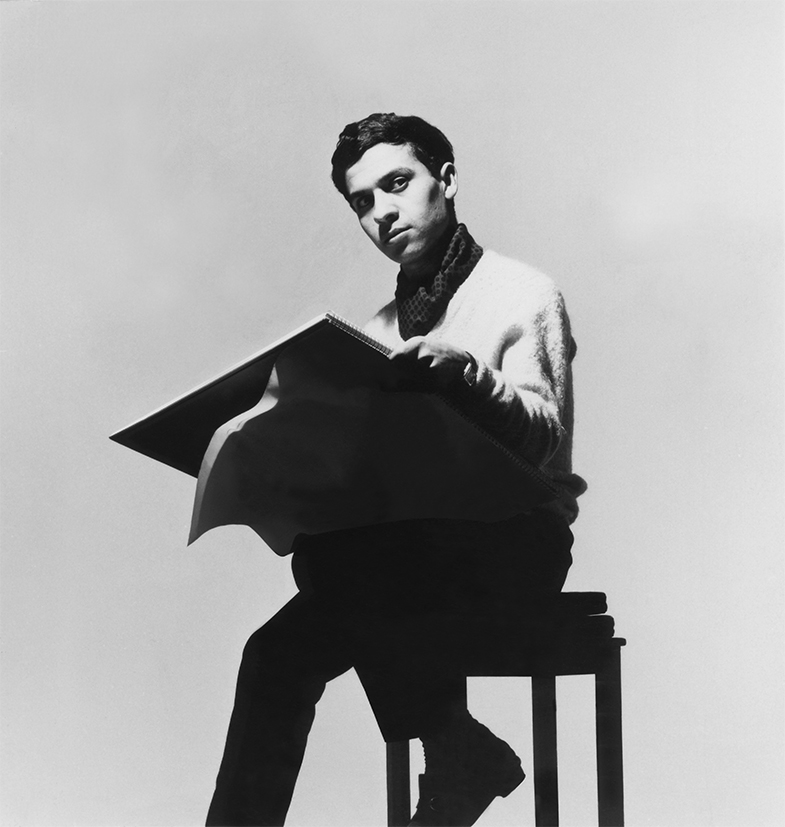
アズディン・アライア／11月18日没

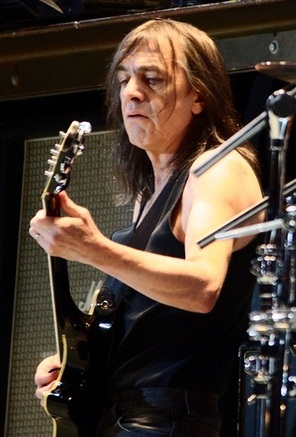
マルコム・ヤング／11月18日没

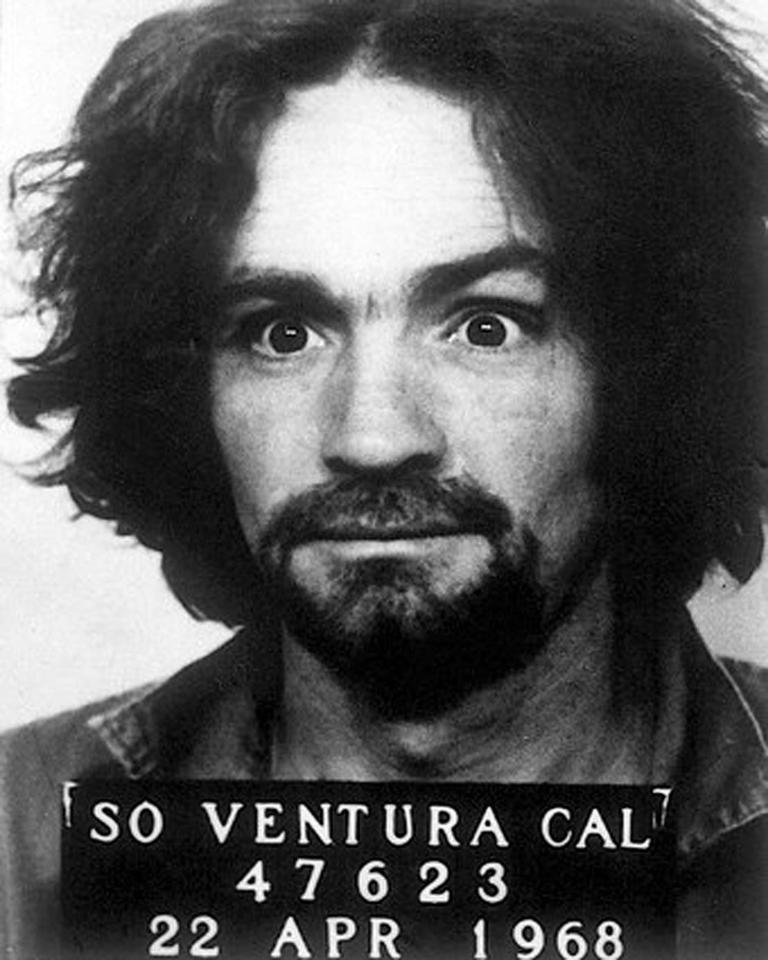
チャールズ・マンソン／11月19日没

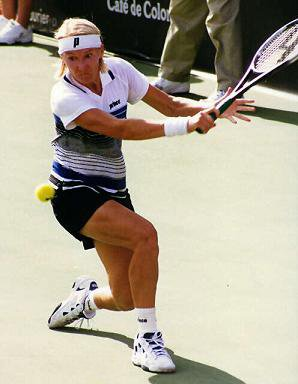
ヤナ・ノボトナ／11月19日没

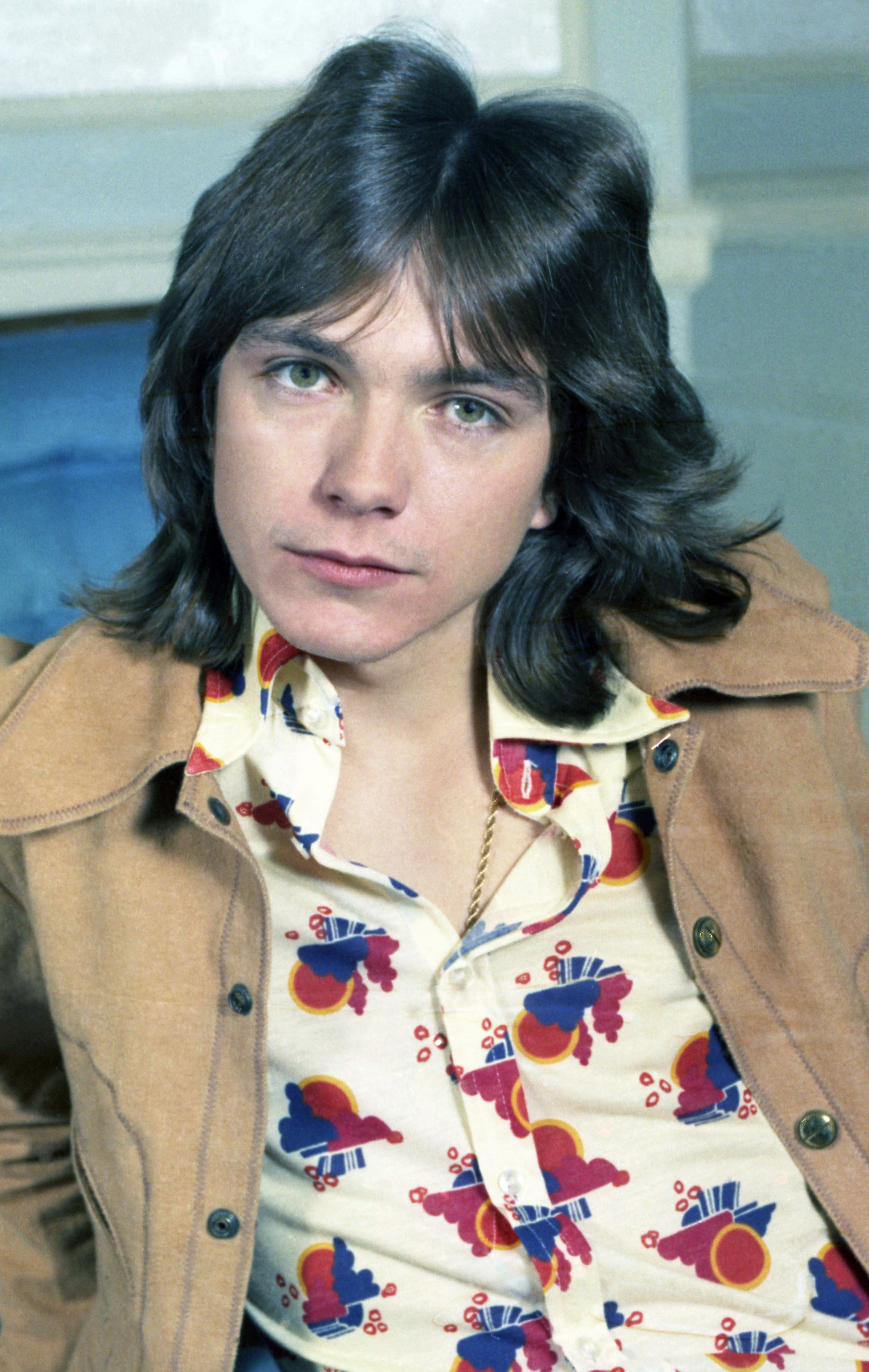
デヴィッド・キャシディ／11月21日没

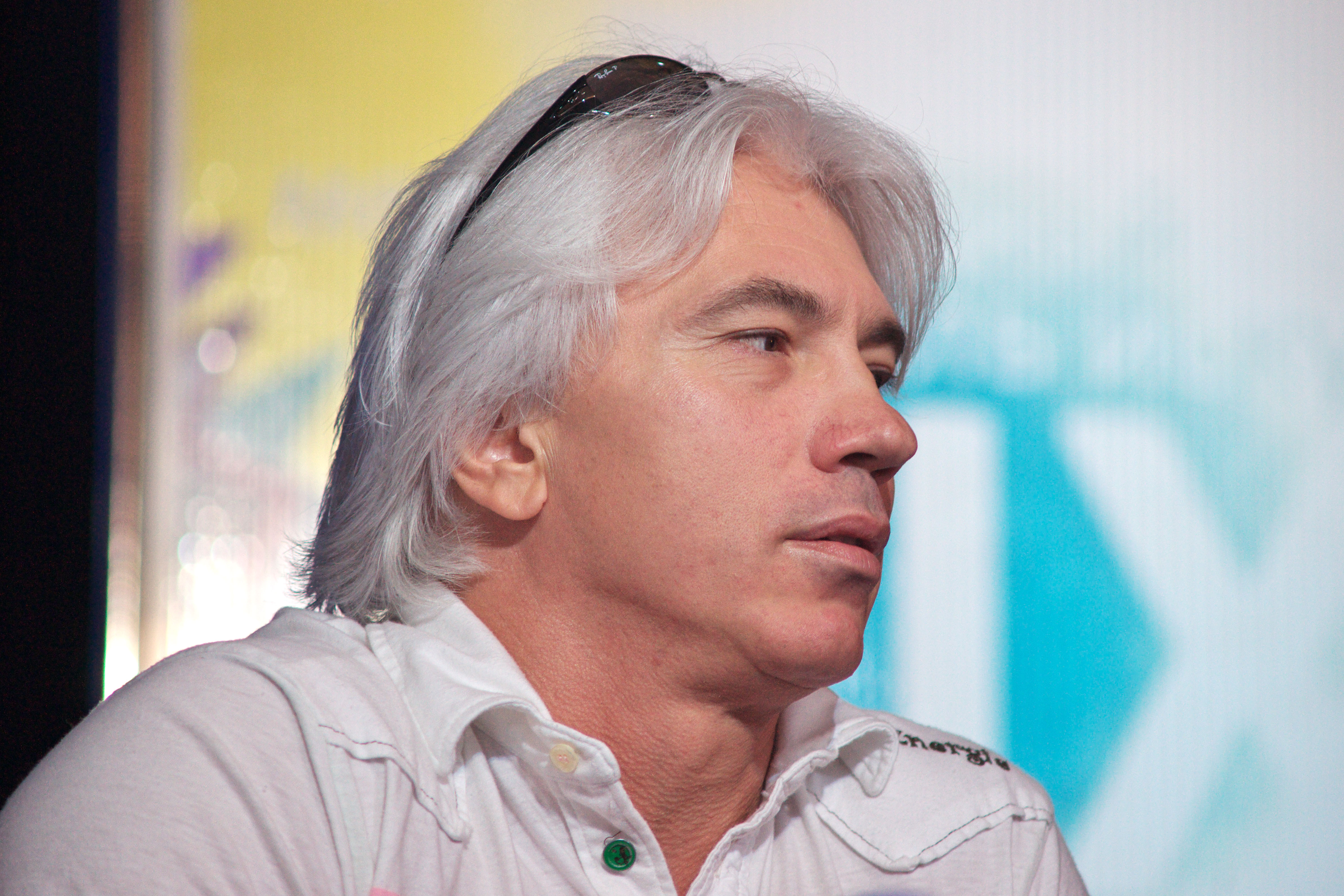
ディミトリー・ホロストフスキー／11月22日没

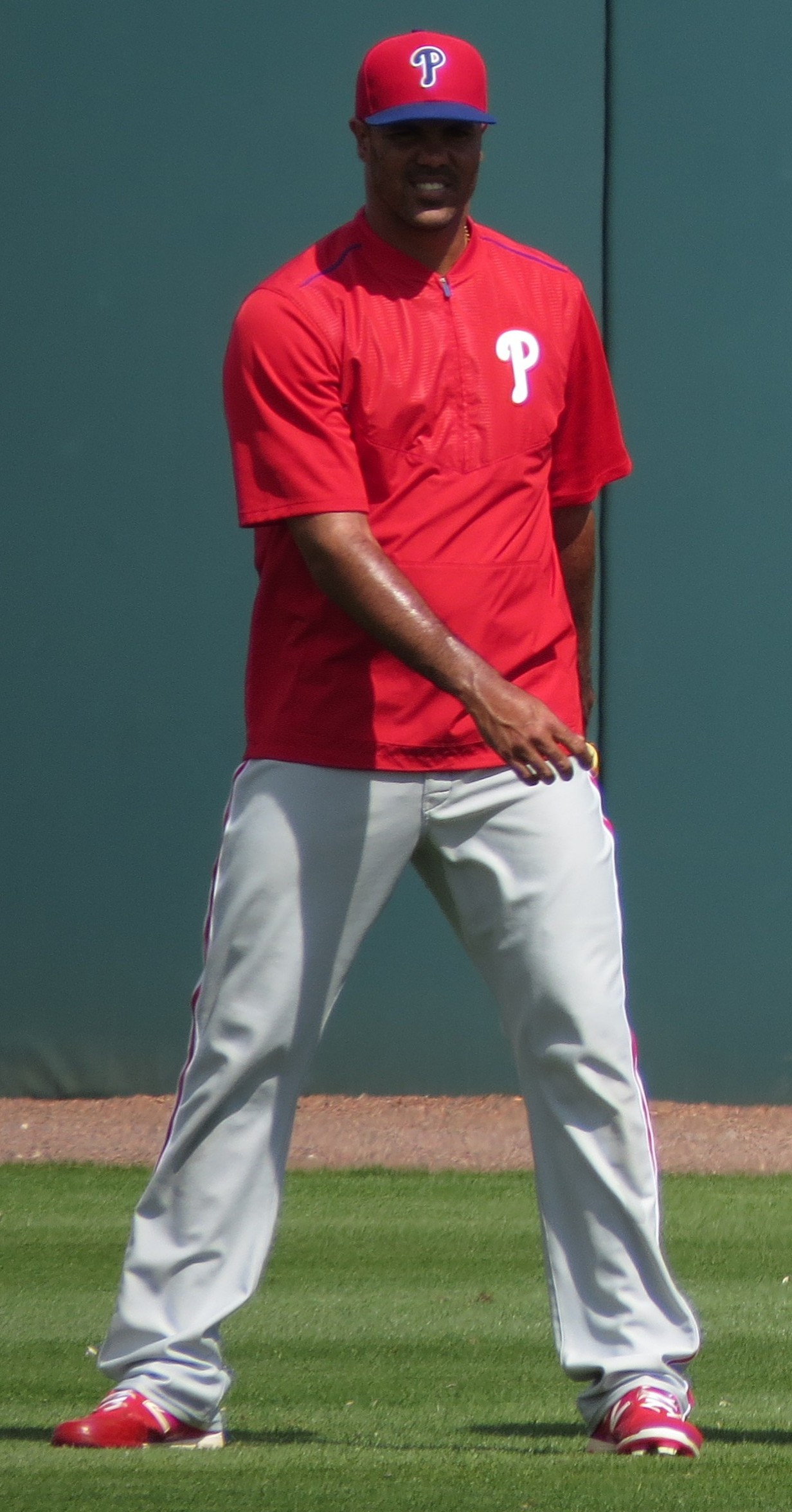
ミゲル・ゴンザレス／11月23日没

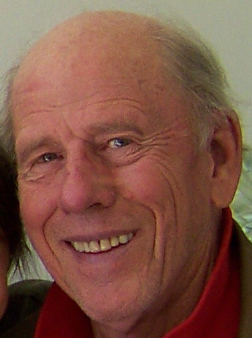
ランス・ハワード／11月25日没

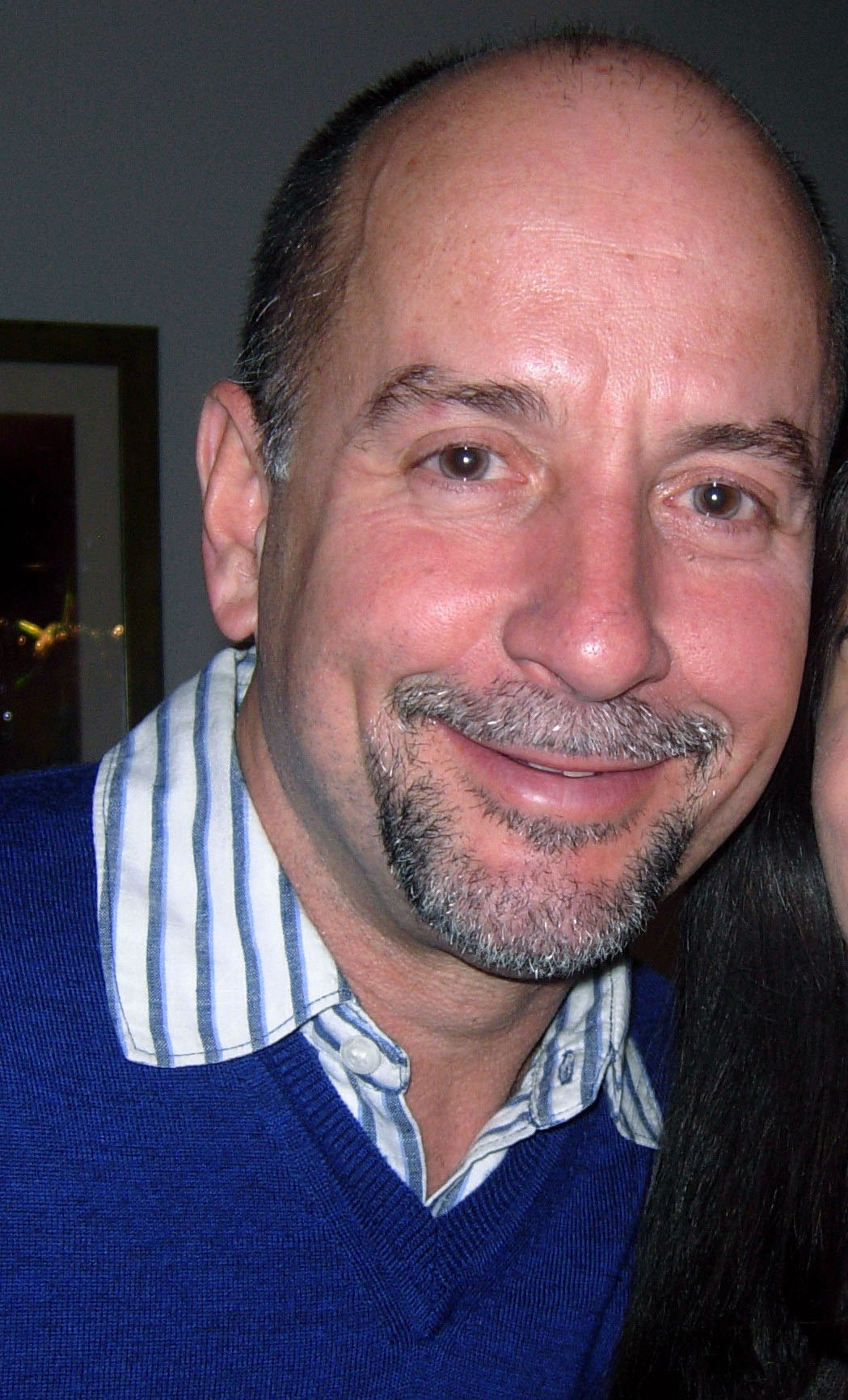
ジュリオ・オスカー・メチョソ／11月25日没

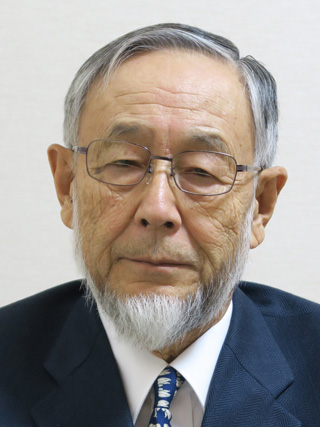
諸熊奎治／11月27日没

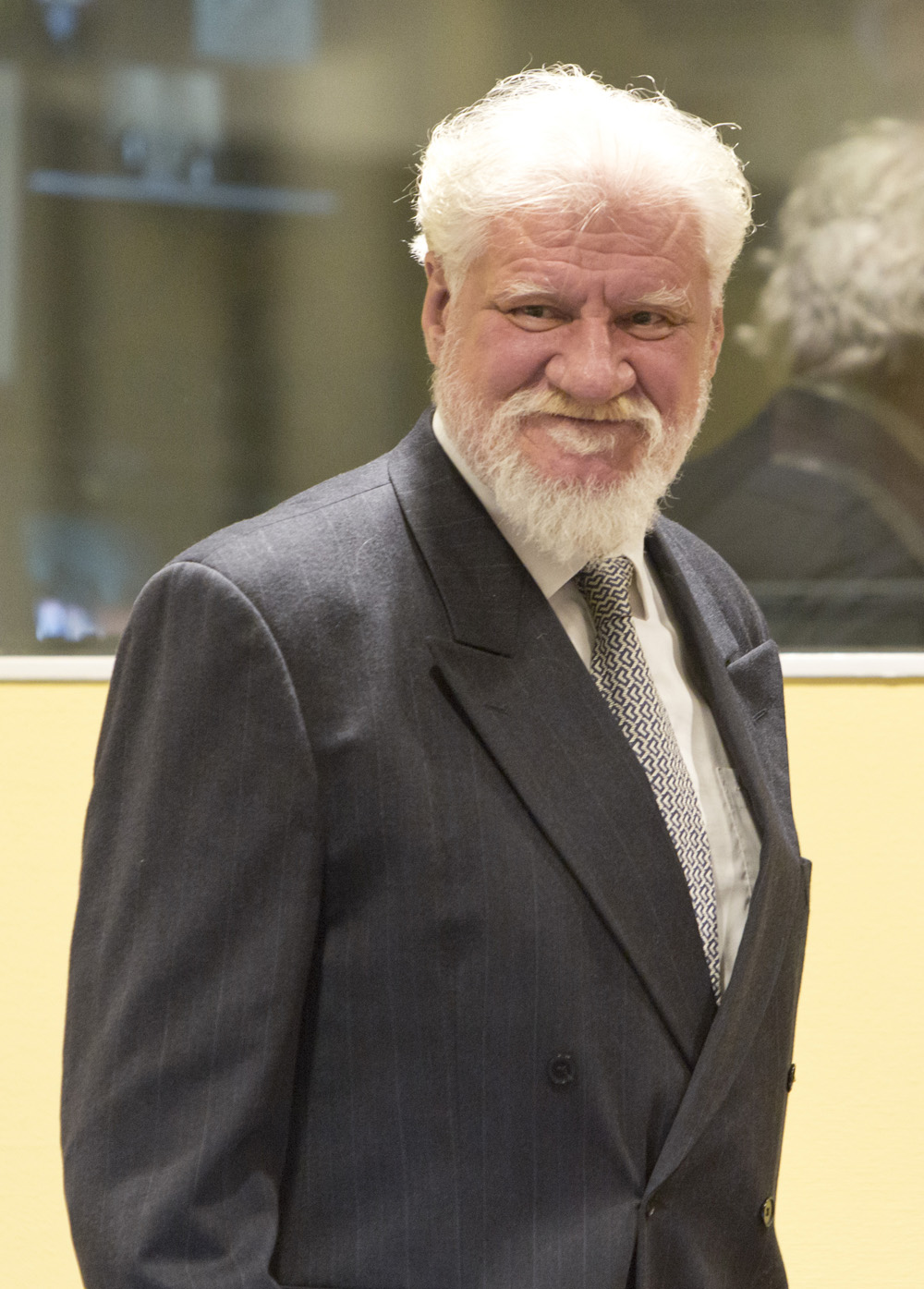
スロボダン・プラリャク／11月29日没

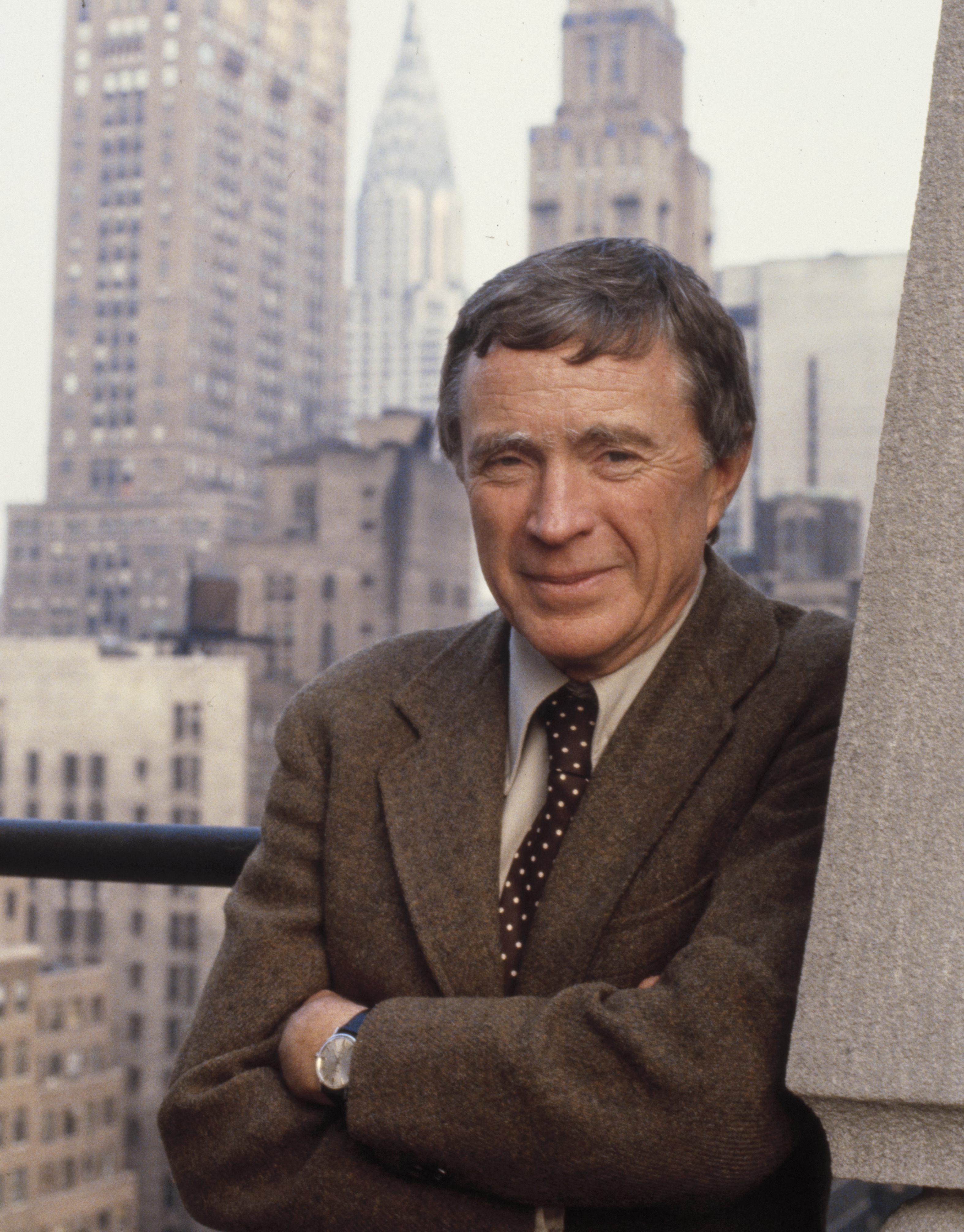
ヴィンセント・スカーリー／11月30日没

- 11月16日 - 金城真吉、日本のアマチュアボクシング指導者（* 1944年）[58]
- 11月16日 - 元倉眞琴、日本の建築家、東京芸術大学名誉教授（* 1946年）[59]
- 11月16日 - 鶴ひろみ、日本の声優、女優、ナレーター（* 1960年）[60][61]
- 11月17日 - 佐藤怜、日本の心理学者、秋田大学名誉教授（* 1929年）[62]
- 11月17日 - サルヴァトーレ・リイナ、イタリアのマフィア（マフィオーソ）のボス（* 1930年）[63]
- 11月17日 - アイジャロン・マーリ・ゴメス、アメリカの英語教師、元北朝鮮服役者（* 1979年）[64]
- 11月18日 - 柳谷謙介、日本の外務官僚、元外務事務次官（* 1924年）[65]
- 11月18日 - ベン・ライリー、アメリカ合衆国のドラマー（* 1933年）[66]
- 11月18日 - 今田忠、日本の市民活動家（* 1937年）[67]
- 11月18日 - アズディン・アライア、チュニジアのファッションデザイナー（* 1940年）[68]
- 11月18日 - 中路貴彦、日本の数学者、北海道大学名誉教授（* 1944年）[69]
- 11月18日 - ホセ・マヌエル・マサ（英語版）、スペインの弁護士、裁判官、検事総長（* 1951年）[70]
- 11月18日 - ユスフ・ウエドラオゴ（英語版）、ブルキナファソの政治家、元首相、元外相（* 1952年）[71]
- 11月18日 - マルコム・ヤング、オーストラリアのギタリスト、AC/DCのリズムギタリスト（* 1953年）[72]
- 11月18日 - ナイム・スレイマノグル、ブルガリア出身のトルコの重量挙げ選手（* 1967年）[73]
- 11月19日 - 姜在彦、大韓民国の歴史学者（* 1926年）[74]
- 11月19日 - ピーター・ボールドウィン（英語版）、アメリカ合衆国のテレビドラマ監督（* 1931年）[75]
- 11月19日 - チャールズ・マンソン、アメリカのカルト指導者、犯罪者（* 1934年）[76]
- 11月19日 - ウォーレン・ピート・ムーア（英語版）、アメリカ合衆国のシンガーソングライター（* 1939年）[77]
- 11月19日 - 井深信男、日本の心理学者、滋賀大学名誉教授、元聖泉大学学長（* 1941年）[78]
- 11月19日 - ヤナ・ノボトナ、チェコ出身の元プロテニス選手（* 1968年）[79][80]
- 11月20日 - 西山千明、日本の経済学者、立教大学名誉教授（* 1924年）[81]
- 11月21日 - 杉内雅男、日本の囲碁棋士（* 1920年）[82][83][84]
- 11月21日 - 町田良治、日本の実業家、元三井建設社長（* 1921年）[85]
- 11月21日 - 深町郁弥、日本の経済学者、九州大学名誉教授（* 1929年）[86]
- 11月21日 - 岩城利幸、日本の実業家、元名糖運輸社長（* 1934年）[87]
- 11月21日 - ウェイン・コクラン（英語版）、アメリカ合衆国のR&B歌手（* 1939年）[88]
- 11月21日 - デヴィッド・キャシディ、アメリカ合衆国の俳優、歌手、ミュージシャン（* 1950年）[89][90]
- 11月22日 - ジョン・ヘンドリックス（英語版）、アメリカ合衆国のジャズ歌手、作詞家（* 1921年）[91]
- 11月22日 - 山下勲、日本の心理学者、福岡教育大学名誉教授（* 1937年）[92]
- 11月22日 - ディミトリー・ホロストフスキー、ロシアのバリトンオペラ歌手、声楽家（* 1962年）[93]
- 11月23日 - 木村茂、日本の政治家、前東京都千代田区長（* 1925年）[94]
- 11月23日 - 村上伸、日本のキリスト教学者、東京女子大学名誉教授（* 1930年）[95]
- 11月23日 - 釜井健介、日本の政治家、元福岡県豊前市長（* 1943年）[96]
- 11月23日 - 松平修文、日本の画家、美術評論家、歌人（* 1945年）[97]
- 11月23日 - 張陽、中華人民共和国の軍人、前人民解放軍政治工作部主任、中国共産党中央軍事委員会委員、国家中央軍事委員会委員、上将（* 1951年）[98]
- 11月23日 - ミゲル・ゴンザレス、キューバ共和国ハバナ州グアナハイ出身のプロ野球選手（* 1983年）[99][100]
- 11月24日 - 森本益之、日本の法学者、元摂南大学学長、大阪大学名誉教授（* 1940年）[101]
- 11月24日 - 野津喬、日本の実業家、日本カバヤ・オハヨーホールディングス会長（* 1945年）[102]
- 11月24日 - ミッチ・マーゴ（英語版）、アメリカ合衆国の歌手（* 1947年）[103]
- 11月25日 - ランス・ハワード、アメリカ合衆国の俳優（* 1928年）[104]
- 11月25日 - 根本康明、日本の政治家、元神奈川県茅ヶ崎市長（* 1934年）[105]
- 11月25日 - 阿部泰久、日本の実業家、新むつ小川原会長、元日本経済団体連合会常務理事（* 1955年）[106]
- 11月25日 - ジュリオ・オスカー・メチョソ、アメリカ合衆国の俳優（* 1955年）[107]
- 11月26日 - 小平祐、日本の実業家、元日本農薬社長（* 1923年）[108]
- 11月26日 - 福島善三郎、日本の政治家、元佐賀県唐津市長（* 1933年）[109]
- 11月26日 - 小長谷清実、日本の詩人（* 1936年）[110]
- 11月27日 - 島多代、日本の絵本、児童書研究家、元国際児童図書評議会会長（* 1937年）[111]
- 11月27日 - 諸熊奎治、日本の理論化学者（* 1934年）[112]
- 11月28日 - 水野憲一、日本の実業家、元北陸コンピュータ・サービス社長（* 1940年）[113]
- 11月29日 - スロボダン・プラリャク、クロアチアの元軍人、元クロアチア防衛評議会司令官（* 1945年）[114]
- 11月29日 - 伊藤成彦、日本の政治学者、文芸評論家（* 1931年）[115]
- 11月30日 - ヴィンセント・スカーリー、アメリカ合衆国の建築史家（* 1920年）[116]
- 11月30日 - 原寿雄、日本のジャーナリスト、元共同通信社編集主幹（* 1925年）[117]
- 11月30日 - 松平誠、日本のコンピューター技術者、生活文化学者（* 1930年）[118]
- 11月30日 - 小池唯夫、日本の新聞記者、実業家、元毎日新聞社社長、元日本新聞協会会長、元パシフィック・リーグ会長（* 1932年）[119]
- 11月30日 - 中山玄晋、日本の宗教家、天台宗大僧正、延暦寺一山明王院住職（* 1936年）[120]
- 11月30日 - 島田真祐、日本の作家、島田美術館館長（* 1940年）[121]
- 11月30日 - スリン・ピッツワン（英語版）、タイ王国の政治家、元外務大臣、ASEAN事務局長（* 1949年）[122]
- 11月30日 - 間宮勇、日本の法学者、明治大学副学長（* 1957年）[123]